# N'Kob
N Kob (franska: N Kob (CR), N Kob (Commune Rurale), arabiska: مزكيطة) är en kommun i Marocko.   Den ligger i provinsen Zagora och regionen Drâa-Tafilalet, i den nordöstra delen av landet, 300 km söder om huvudstaden Rabat. Antalet invånare är 6 782.